# Gagakuryō
Gagakuryō  fue la primera academia imperial japonesa de música.

## Historia
El término gagaku (雅楽), aparece en el código Taihō Ritsuryō del 701, con la constitución del Gagakuryō (雅楽寮) dentro del recinto de la corte. Esta institución sería la primera academia imperial con más de cuatrocientos miembros , teniendo como fin el fijar la música importada como oficial de la corte. La música japonesa nativa no fue incluida dentro del Gagakuryō, sino que quedó relegada en el Outadokoro (大歌所), la escuela de la corte situada también dentro de los recintos de la corte. La música enseñada en el Gagakuryō eran las siguientes:
- Wagaku (和楽): música japonesa autóctona donde se incluía la música sagrada sintoísta kuniburi no utamai (国風歌舞) que se ejecutaba en las ceremonias de la corte, contaba con 248 alumnos.

- Sankangaku (三韓楽): música de los tres reinos de la península coreana que englobaba diversos géneros según la procedencia; shiragigaku (新羅楽), música del reino de Shilla. Kudaragaku (百済楽), música del reino de Paekche (jp: kudara, 百済). Kōkurigaku (高句麗楽) o komagaku (狛楽), música del reino de Koguryo (jp. Kōkurio, 高句麗) con 60 alumnos.

- Tōgaku (唐楽): música importada desde China desde la dinastía Sui (598-618) y los primeros tiempos de la dinastía Tang (618-906), con 6 alumnos. Junto al Tōgaku se importó el sangaku (散楽) un tipo de música popular que acompañaría las representaciones acrobáticas y los juegos de prestidigitación en la corte.

- Toragaku (度羅楽): música procedente de Tora (Tailandia), importada entre el 661 y el 731 que se acompañaba de danza, contaba con 60 alumnos.

## Influencias
Otras influencias musicales importadas en este período serán las dos siguientes:
- Rinyūgaku (林邑楽): introducida en el 736 por un monje del reino de Rinyū (Champā, Vietnam) que había estado en la India.

- Bokkaigaku (渤海楽): introducida entre el 727 y el 749 desde el reino de Bokkai (Manchúria) con el que Japón tuvo relaciones hasta el siglo X.